# Kosmos 606
O Kosmos 606 (em russo: Космос 606, significado Cosmos 606) foi um satélite soviético de sistema de alerta anti-mísseis intercontinentais. Foi lanaçdo como parte do programa Oko que lançou diversos satélites para esse fim. O satélite foi projetado para identificar lançamentos de mísseis usando telescópios ópticos e sensores infravermelhos, assim como os seus sucessores.
O Kosmos 606 foi lançado em 02 de novembro de 1973 do Cosmódromo de Plesetsk, União Soviética (atualmente na Rússia), através de um foguete Molniya-M.